# Бодокена
Бодокена (порт. Bodoquena) — муниципалитет в Бразилии, входит в штат Мату-Гросу-ду-Сул. Составная часть мезорегиона Юго-запад штата Мату-Гроссу-ду-Сул. Входит в экономико-статистический микрорегион Бодокена. Население составляет 8550 человек на 2006 год. Занимает площадь 2507,244 км². Плотность населения — 3,4 чел./км².
Праздник города — 13 мая.

## История
Город основан 13 мая 1980 года.

## Статистика
- Валовой внутренний продукт на 2003 год составляет 85 420 889,00 реалов (данные: Бразильский институт географии и статистики).
- Валовой внутренний продукт на душу населения на 2003 год составляет 10 089,88 реалов (данные: Бразильский институт географии и статистики).
- Индекс развития человеческого потенциала на 2000 год составляет 0,708 (данные: Программа развития ООН).

## География
Климат местности: тропический гумидный.